# مايكل ماي
مايكل ماي هو مهندس سويسري، ولد في 18 أغسطس 1934 في شتوتغارت في ألمانيا.